# الدوري البلغاري الممتاز 1983-84
الدوري البلغاري الممتاز 1983-84 (بالبلغارية: „А“ група 1983/84)‏ هو الموسم 60 من الدوري البلغاري الممتاز. أشرف على تنظيمه اتحاد بلغاريا لكرة القدم، وكان عدد الأندية المشاركة فيه 16، وفاز فيه ليفسكي صوفيا.